# Charles Sidney Burrus
Pour les articles homonymes, voir Burrus.
Charles Sidney Burrus (né le 9 octobre 1934 à Abilene (Texas) et mort le 3 avril 2021 à Houston) est un ingénieur électricien américain, professeur émérite de Génie électrique et d'Informatique à l'université Rice de Houston. Il est mondialement connu pour ses contributions au traitement du signal, notamment ses algorithmes de Transformée de Fourier rapide, de filtrage RIF, et d'ondelettes.

## Carrière académique
Burrus obtint sa licence et son master à l'université Rice, puis effectua deux années de service volontaire dans l'US Navy, comme instructeur en génie électrique à la Naval Nuclear Power School. Il reprit ses études à l'université Stanford où il passa son doctorat. En 1965 il obtint un poste d'assistant à l'université Rice, et c'est là qu'il fit ses premières recherches sur le traitement numérique du signal. Il a été Chef du département de Génie électrique et d'Informatique de l'université de 1984 à 1992, puis directeur de l'Institut d'Informatique et des Sciences de l'Information de 1992 à 1998, et enfin doyen des facultés de Sciences de l'Ingénieur en 1998. Il a participé au projet international Connexions en 1999, où il exerce encore aujourd'hui comme conseiller senior.
Burrus a écrit cinq manuels et publié plus de 200 articles.
- C. S. Burrus et T. W. Parks, DFT/FFT and Convolution ALgorithms, éd. WIley (1984)

## Affiliations et récompenses
- sociétaire perpétuel de l'IEEE
- Médaille Jack Kilby de Traitement du Signal de l'IEEE (2009)[5],[6]
- Prix Rice de la pédagogie en 1969, 1974–76, 1980, 1989
- Pensionnaire Fulbright senior (1979)
- Third Millennium Medal de l’IEEE 2000